# Claudio Husaín
Pour les articles homonymes, voir Husain.
Claudio Daniel Husaín est un footballeur argentin né le 20 novembre 1974 à San Justo.

## Carrière
- 1993-94 : CA Vélez Sársfield  Argentine
- 1994-95 : CA Vélez Sársfield  Argentine
- 1995-96 : CA Vélez Sársfield  Argentine
- 1996-97 : CA Vélez Sársfield  Argentine
- 1997-98 : CA Vélez Sársfield  Argentine
- 1998-99 : CA Vélez Sársfield  Argentine
- 1999-00 : CA Vélez Sársfield  Argentine
- 1999-00 : River Plate  Argentine
- 2000-01 : River Plate  Argentine
- 2000-01 : SSC Naples  Italie
- 2001-02 : SSC Naples  Italie
- 2001-02 : River Plate  Argentine
- 2002-03 : SSC Naples  Italie
- 2002-03 : River Plate  Argentine
- 2003-04 : River Plate  Argentine
- 2004-05 : Tigres UANL  Mexique
- 2005-06 : Newell's Old Boys  Argentine
- 2006-07 : Newell's Old Boys  Argentine
- 2007-08 : Newell's Old Boys  Argentine